# 绿林蛇
绿林蛇（学名：Boiga cyanea）为游蛇科林蛇属的爬行动物。分布于中南半岛、印度、缅甸、泰国、锡金以及中国大陆的云南等地，主要生活于山区林中水源丰富处。绿林蛇的身体细长并且两侧扁平, 头大, 巨大的眼睛上有垂直的瞳孔。 背部的鳞片颜色为绿色并带有少许蓝色, 腹部的颜色为黄色。幼体身体呈棕色。绿林蛇是树栖性蛇类，都栖息在森林中。白天它们多盘绕在树枝上休息,而夜间则会积极的捕猎，捕捉蜥蜴、其它蛇类及小型哺乳动物。绿林蛇是沟牙蛇种，毒液可以帮助它制服猎物。其毒液对人威胁不大，一般被咬后伤口会痛痒几天，基本上10天之内就会痊愈，不会造成生命危险。

## 保护
本种于2023年被收录入《有重要生态、科学、社会价值的陆生野生动物名录》。